# De Havilland Canada DHC-6 Twin Otter
El de Havilland Canada DHC-6 Twin Otter (Actualmente:Viking Air DHC-6 Twin Otter), es un avión de pasajeros STOL y avión utilitario desarrollado por la compañía canadiense de Havilland Canada. Es considerado a menudo el programa aeronáutico con más éxito de la historia de Canadá. 
El tren de aterrizaje triciclo fijo, sus habilidades STOL y su relativamente alta tasa de ascenso lo han convertido en un exitoso avión de carga, de pasajeros regional y de evacuación médica (MEDEVAC). Además, el Twin Otter es popular en las operaciones de paracaidismo, disponiendo de una capacidad para 22 saltadores (una carga relativamente grande respecto a otros aviones). Actualmente, el Twin Otter es usado en paracaidismo en Suecia, Finlandia, Noruega, España, Australia, Estados Unidos, Guatemala, Chile y Perú.

## Diseño y desarrollo
El desarrollo del avión comenzó en 1964, con el primer vuelo el 20 de mayo de 1965. La compañía de Havilland Canada había estado buscando un reemplazo para el monomotor de Havilland Canada DHC-3 Otter. Dos motores no sólo proveían mayor seguridad sino que aumentaban la capacidad de carga, manteniendo su capacidad para despegues y aterrizajes en pistas cortas. Las características de diseño con flaps huecos de doble ranura de borde de fuga y alerones que podían ser inclinados simultáneamente con los flaps, mejoraban las cualidades STOL. La disponibilidad de los motores turbohélice de 500 HP Pratt & Whitney de United Aircraft of Canada, a finales de los años 50, hizo posible el concepto de un bimotor. Para los operadores de montaña, el aumento de la fiabilidad que proporcionaba un bimotor turbohélice lo convirtió inmediatamente en una alternativa popular al Otter monomotor a pistón que había estado volando desde 1951. 
Los primeros aviones construidos fueron bautizados "Serie 1", indicando que eran prototipos. La producción inicial en salir al mercado se denominó "Serie 100", con números de serie desde 7 a 115 inclusive. En 1968 la producción de la "Serie 200" comenzó con el número de serie 116. Los cambios que se hicieron al inicio de la producción de la "Serie 200" incluían una mejora de las características STOL, agregando una proa alargada que contenía mayor espacio para equipaje (excepto en los aviones equipados con flotadores) y agregando una puerta más grande en el compartimento de equipaje trasero. Todos los aviones de la Serie 1, 100, y 200 y sus variantes (110, 210) fueron equipados con motores 550 HP PT6A-20.
En 1969, se presentó la "Serie 300", comenzando con el número de serie 231. Tanto las prestaciones de vuelo, como la capacidad de carga, se incrementaron incorporando motores más potentes PT6A-27. Este cambio trajo consigo la variante del modelo con más éxito por mucho, con 614 aviones de la "Serie 300" y sus subvariantes (Series 310, 320, etc.) vendidos antes de que la producción terminara en 1988.

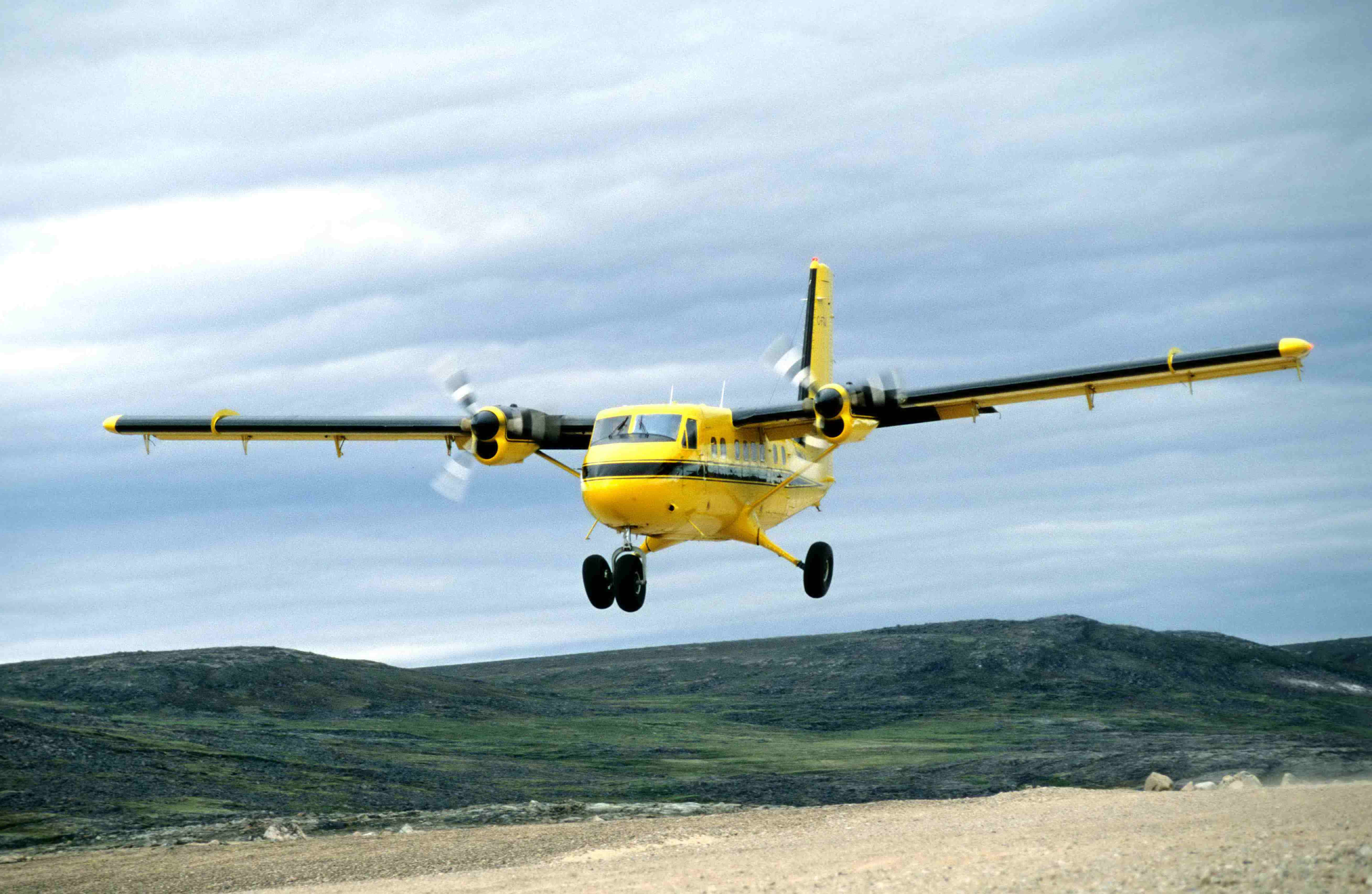
Twin Otter despegando desde una pista de grava cerca de Sila Lodge en Wager Bay (Ukkusiksalik National Park, Nunavut, Canadá).

## Servicio operativo (civil)
Los Twin Otter pueden ser entregados de fábrica directamente con flotadores, esquíes o tren de aterrizaje triciclo fijados, haciéndolos apropiados para ser usados como aeroplanos de montaña en áreas norteñas y remotas de Canadá y Estados Unidos, especialmente en la zona de Alaska. Muchos Twin Otter todavía sirven en el extremo norte, pero también pueden ser encontrados en África, Australia, Antártida y otras regiones donde estos aviones son excelentes medios de transporte. Su versatilidad y maniobrabilidad los han hecho populares en áreas de difícil vuelo, incluyendo Papúa Nueva Guinea. En Noruega, el Twin Otter ha abierto el camino al uso de aeropuertos con pista muy corta, conectando las áreas rurales con las grandes ciudades con relativa fiabilidad, realizando en servicio en rutas comerciales hasta el año 2000. La compañía noruega Widerøe fue, en un tiempo, el mayor operador mundial de Twin Otters. Durante el período de uso en Noruega, la flota de Twin Otter logró más de 96.000 ciclos (despegue, vuelo, aterrizaje) por año. 
En agosto de 2006, un total de 349 Twin Otter (de todas las variantes) permanecían en servicio en todo el planeta. Los mayores operadores incluían: Libyan Arab Airlines (16), Maldivian Air Taxi (17), Trans Maldivian Airways (15), Kenn Borek Air (17), Scenic Airlines (11) y MASwings (6). Un poco más de 115 aerolíneas operaban pequeños números de aviones incluyendo la subsidiaria de British Airways, Loganair.

## Servicio operativo (militar)

### Argentina
La Fuerza Aérea Argentina utiliza estas unidades en la Patagonia, afectadas a los vuelos de fomento de LADE. Su base de operaciones es la X Brigada Aérea en la ciudad de Río Gallegos.
Una unidad forma parte del Escuadrón Aeromóvil Águila, afectado a operaciones antárticas, desplegado en Base Marambio.
La aviación del Ejército Argentino opera dos unidades.
Recientemente el Ministerio de Seguridad de esta Nación adquirió una de estas aeronaves de serie 400 para transporte del GEOF (Policía Federal Argentina), ambulancia aérea y se le puede adaptar un tanque de agua para combatir pequeños incendios. En octubre de 2019 dicha aeronave fue entregada.

### México
La Procuraduría General de la República daba uso a estas unidades, para que sus fuerzas, se trasladaran a mayor velocidad en los años 1980 y 90, actualmente utiliza otro tipo de aeronaves, las unidades antiguas que le sobran, las dona a distintas instituciones y planteles para uso estudiantil.
Empresas Mineras han utilizado con éxito estos aviones para transporte de barras de doré y personal en el estado de Durango, en la zona serrana de San Dimas, estos aviones realizan vuelos constantes. Goldcorp y Primero Mining se cuentan entre estas empresas Mineras.

### Estados Unidos
La Fuerza Aérea de Estados Unidos opera el Twin Otter para la Academia de la Fuerza Aérea de Estados Unidos.

### Chile
La Fuerza Aérea de Chile opera  13  de estos aviones como plataforma de transporte y rescate.
Chile adquirió una docena del modelo 100, convirtiéndose así en el primer operador militar de iberoamérica.
Posteriormente, se adquieren cerca de 10 aparatos del modelo 300.
Es operado de forma regular en la base Antártica Frei, y en operaciones especiales de transporte y evacuación aeromedica.

### Colombia
La Policía Nacional de Colombia cuenta con dos ejemplares (PNC-0201 y PNC-0202) basados en la Base Aérea de Antinarcóticos en el Aeropuerto Internacional El Dorado de Bogotá. El primer avión llegó en enero de 1982 transferido del mercado civil, mientras que el segundo fue adquirido al fabricante en 1985.

### Perú
La Fuerza Aérea del Perú - FAP cuenta con doce nuevas naves adquiridas en 2014, basados en la Base Aérea N°42 de la FAP en Iquitos. Esta base ya operaba estos aviones, hasta 2013 se tenían en operación dos unidades además de un Pilatus Porte, hacia finales del 2014 ya arribaron al Perú las nuevas 12 unidades adquiridas, las cuales sirven para operaciones de apoyo orientadas al desarrollo socioeconómico de la región de Loreto (Perú). El año 2007, uno de estos aviones tuvo un accidente en el departamento de Loreto.

## Nueva producción

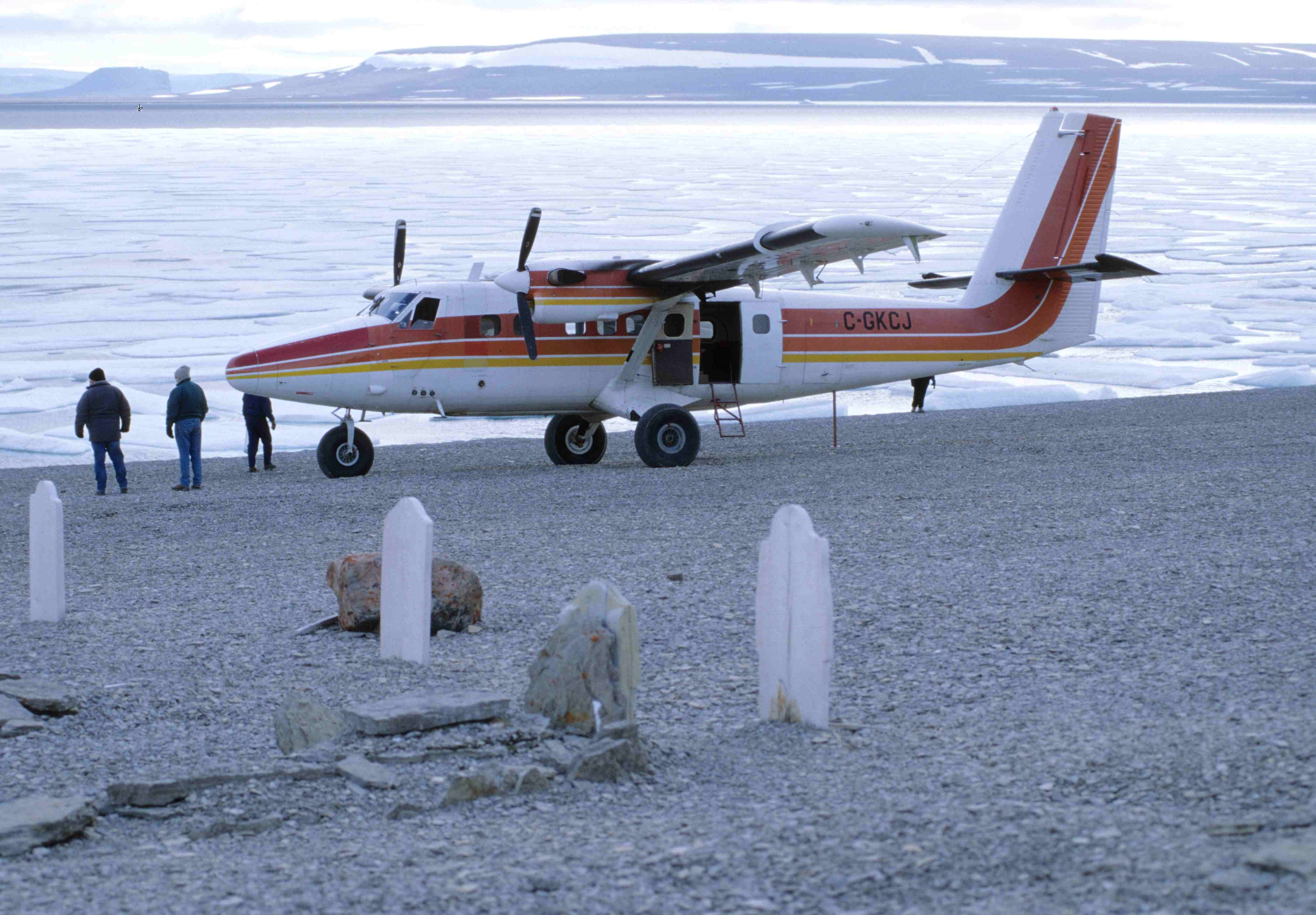
de Havilland Canada DHC-6 Twin Otter en isla Beechey frente a las tumbas de marineros de la expedición de John Franklin (Nunavut, Canadá) c. 1997. Nótense los "neumáticos de tundra".

Después de que la producción terminara, los útiles restantes fueron comprados por Viking Air, de Victoria, Columbia Británica, que fabrica piezas de recambio para la mayor parte de la línea anterior de Havilland. El 24 de febrero de 2006, Viking compró a Bombardier Aerospace el certificado de tipo de todos los diseños originales de Havilland fuera de producción, del de Havilland Canada DHC-2 Beaver al de Havilland Canada DHC-7, lo que le proporciona a Viking el derecho exclusivo a fabricar aviones nuevos.
El 17 de julio de 2006, en el Farnborough Air Show, Viking Air anunció su intención de ofrecer el Twin Otter “Serie 400”. El restablecimiento de la producción dependía de su capacidad para conseguir suficientes pedidos iniciales. 
En abril de 2007, Viking anunció que recomenzaría la producción del Twin Otter con un motor PT6A-34/35, más potente. En ese momento Viking tenía 27 pedidos y opciones de compra a su disposición. En fecha 2007, se habían aceptado 43 pedidos y se ha establecido una nueva fábrica en Calgary, Alberta, con la intención de comenzar la producción en diciembre de 2007. Los componentes son fabricados en Victoria y luego enviados a Calgary para su ensamblaje.
El 18 de marzo de 2008, Viking anunció la firma de un contrato por importe de 14.3 millones de dólares estadounidenses, para suministrar tres nuevos aparatos DHC-6 Twin Otter, "Serie 400", para el uso del equipo oficial de paracaidismo del Ejército de los Estados Unidos, conocidos como Golden Knights.
El equipo reemplazará así la flota existente a la fecha de dos Twin Otter "Serie 300", denominados UV-18B, comprados nuevos a de Havilland Canada en 1979; por los tres nuevos aparatos y un Pilatus Porter.
La entrega del primero tuvo lugar en 2010 y los dos siguientes en 2011.
En junio de 2017, habían sido entregadas 125 aeronaves de la serie 400 fabricadas luego de reiniciada la producción.

## Variantes

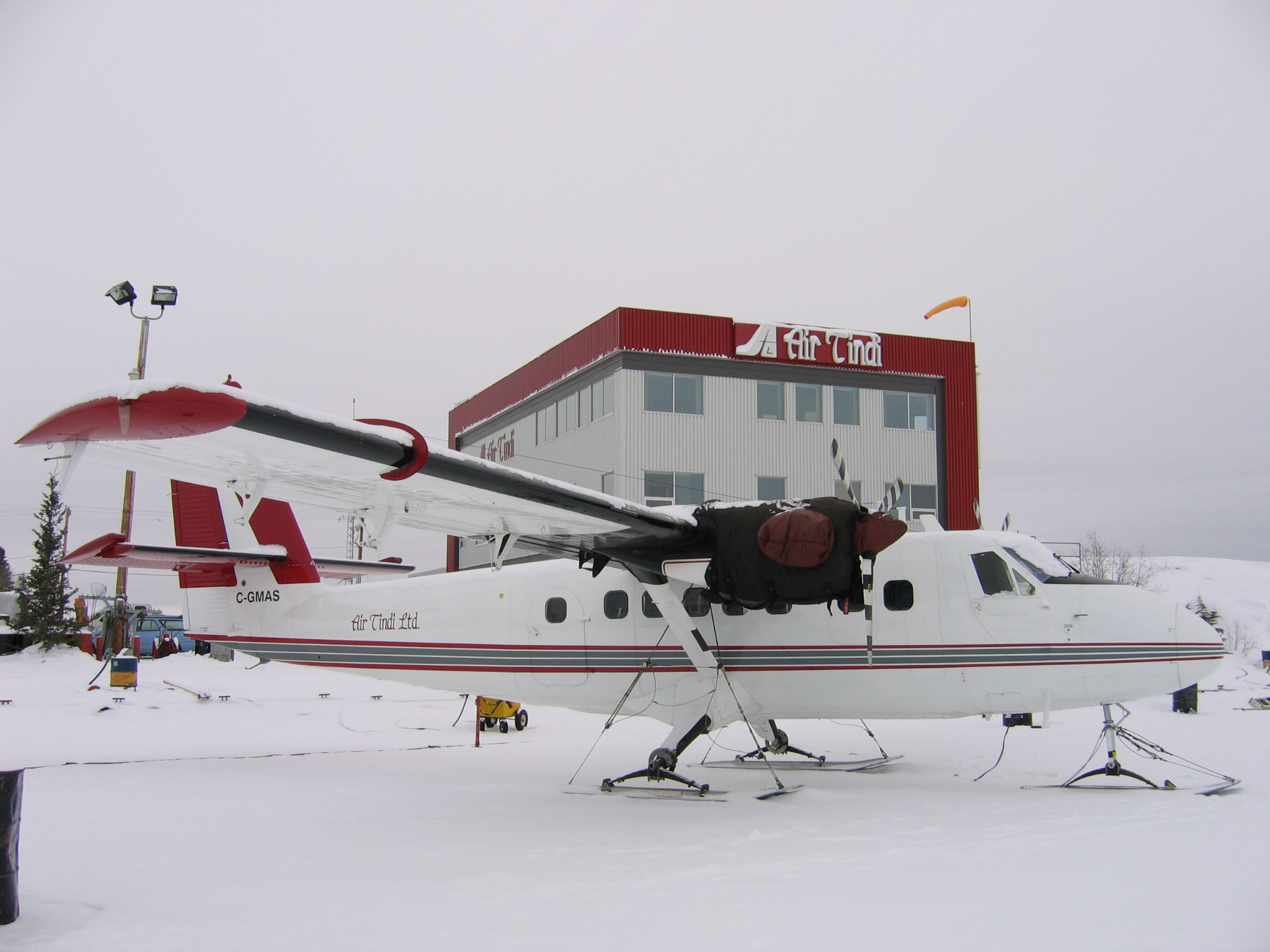
Twin otter en esquís.

DHC-6 Series 100Transporte STOL bimotor utilitario, motorizado con 2 motores turbohélice de 432 kW (579 HP) Pratt & Whitney Canada PT6A20.
DHC-6 Series 200Versión mejorada.
DHC-6 Series 300Transporte STOL bimotor utilitario, motorizado con 2 motores 462 kW ( 620 HP) Pratt & Whitney Canada PT6A-27 turbohélice.
DHC-6 Series 300MAvión militar de transporte militar multipropósito.
DHC-6 Series 300M (COIN)Versión contra-insurgencia.
DHC-6 Seriers 300MRVersión de reconocimiento marítimo.
DHC-6 Series 300S6 aviones con 11 asientos, aletas en las alas y un sistema de freno antideslizamiento mejorado.
DHC-6 Series 400Nueva versión, en proceso de construcción por Viking Air. La producción de Viking Air, fue iniciada en julio de 2010, la aeronave está impulsada por dos motores Pratt & Whitney Canada PT6A-34 y disponible con tren de aterrizaje estándar, flotadores rectos, flotadores anfibios, esquís, esquís de ruedas o tren de aterrizaje de flotación intermedio neumáticos tundra.
CC-138Transporte STOL bimotor utilitario, avión de búsqueda y rescate para las Fuerzas Armadas canadienses.
UV-18ATransporte STOL bimotor utilitario para el Ejército de los Estados Unidos Guardia Nacional de Alaska. Seis unidades construidas. Ha sido reemplazado por el C-23 Sherpa en los militares estadounidenses.
UV-18BAvión de entrenamiento de paracaidismo para la Academia de la Fuerza Aérea de Estados Unidos. El 98th Flying Training Squadron de la Academia de la Fuerza Aérea de Estados Unidos mantiene tres UV-18s en su inventario como avión de paracidismo de caída libre, y por el Equipo de Paracaidismo de la Academia, los Wings of Blue, para la ronda anual de operaciones de paracaidismo.

## Operadores
Afganistán
 Argentina
- Fuerza Aérea Argentina
- Ejército Argentino

 Australia
 Bolivia
 Benín
 Canadá
 Chile
- Fuerza Aérea de Chile: 13

 Colombia
- Policía Nacional de Colombia
- Satena

 Ecuador
- Fuerza Aérea Ecuatoriana

 Etiopía
 Francia
- Fuerza Aérea Francesa
- Ejército de Tierra francés

 Haití
 Jamaica
 Malasia
 Nepal
 Noruega
 Panamá

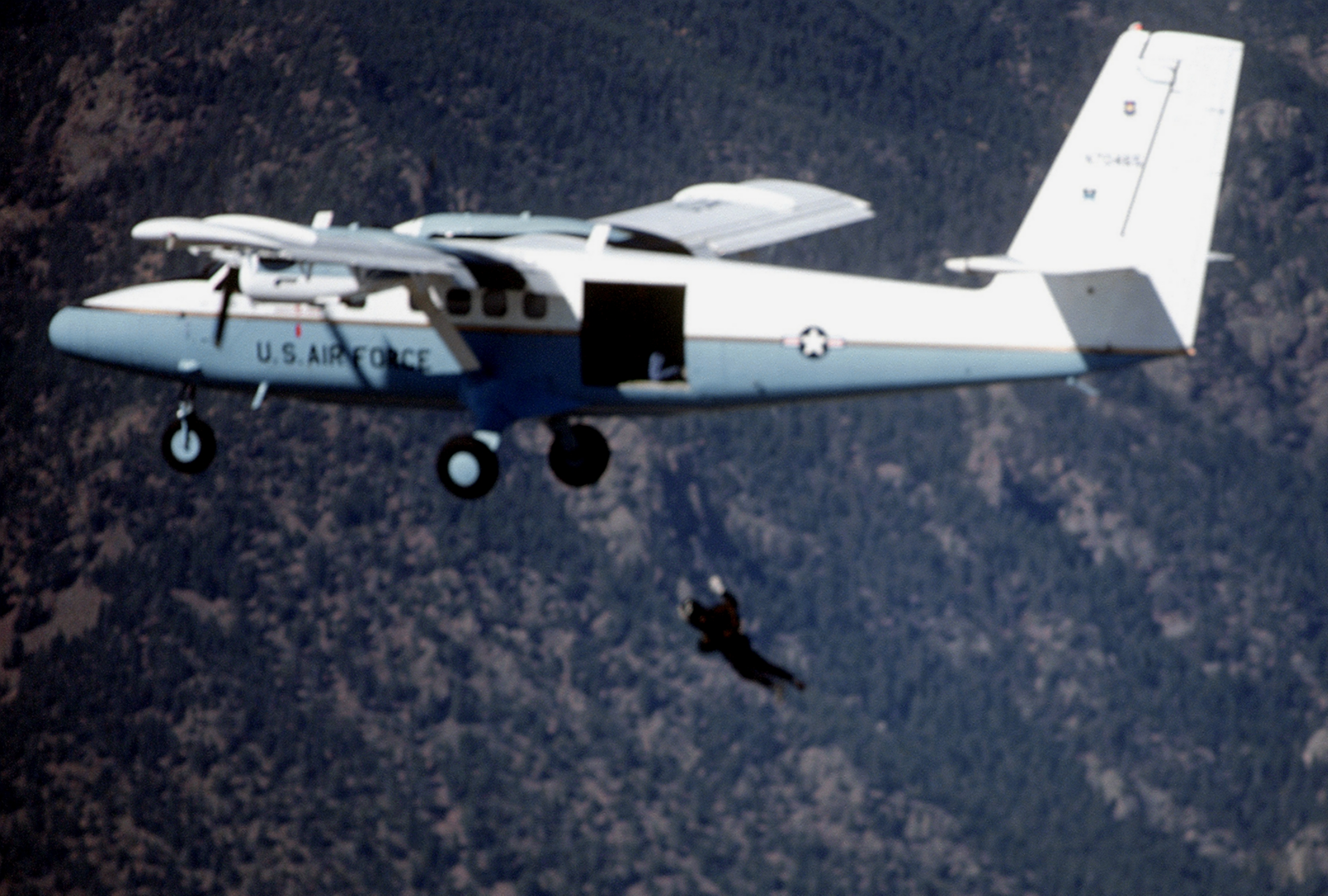
Twin Otter de la Fuerza Aérea de los Estados Unidos

- Servicio Nacional Aeronaval 2 DHC-6-400

 Paraguay
- Fuerza Aérea Paraguaya: 1 DHC-6-200

 Perú
 Sudán
 Surinam
 Uganda
 Estados Unidos
- Fuerza Aérea de Estados Unidos
- Ejército de los Estados Unidos

 Guatemala
- Fuerza Aérea de Guatemala

### Civiles
- AEROCORD (www.aerocord.cl), Chile

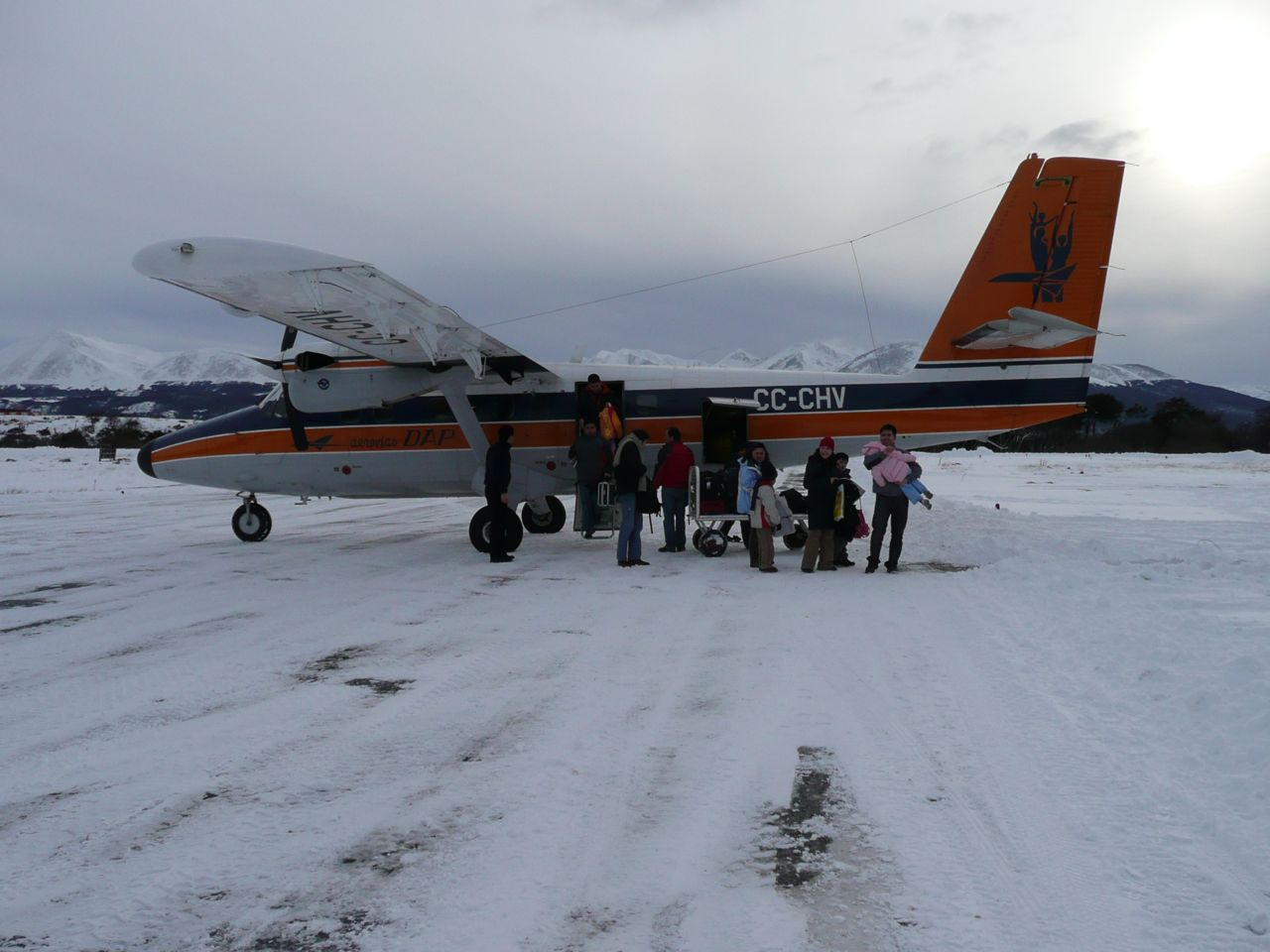
DHC-6-300 Twin Otter de Aerovías DAP en Puerto Williams.

- Aeronaves Alimentadoras (desaparecida)
- Aeropostal (Retirado)
- Aerovías DAP, Chile
- Air Greenland
- Air Iceland
- Air Illinois
- Air Jamaica Express (desaparecida)
- Air Kenya
- Airlines PNG
- Air Madagascar
- Air Panama
- Air São Tomé and Príncipe
- AirSea Lines
- Air Serv International
- Air Seychelles
- Air Turks & Caicos
- Air Vanuatu
- Allegheny Commuter
- Aurigny Air Services
- Aviastar Mandiri
- British Antarctic Survey
- Carib Aviation
- Cayman Airways
- China Flying Dragon Aviation
- Continental Express
- Crown Air
- Crown Airways
- Dorado Wings
- DiviDivi Air
- Metro Airlines
- Frontier Airlines (1950–1986)
- Golden West Airlines
- Grand Canyon Airlines
- Harbourair (Malta)
- Isles of Scilly Skybus
- Kar-Air
- LAN Chile Retirado
- Merpati Nusantara Airlines
- Nepal Airlines
- Norlandair
- Ozark Airlines
- Pakistan International Airlines
- Pilgrim Airlines
- Rocky Mountain Airways
- SAM (desaparecida)
- Scenic Airlines
- Skytrail Air Safaris
- Solomon Airlines
- Trans Maldivian Airways
- Volcanic Air Safaris
- Yemenia Airlines
- Natural Air Costa Rica
- Nakina Air Service
- NorOntair
- North Cariboo Air
- North-Wright Airways
- Transwest Air
- Tatsa
- West Coast Air

 Antillas Neerlandesas
- Winair (2)[10]

 Canadá
- Air Inuit (5)[11]
- Adlair Aviation
- Air Labrador
- Provincial Airlines
- Air Tindi

 Colombia
- Aces (Desaparecida)
- Aerolínea de Antioquia
- Aeroejecutivos
- Aeroexpreso Bogotá
- AeroTACA (Desaparecida)
- Helicargo
- Helicol (retirado)
- SATENA

 Estados Unidos
- United Nations (1)[12]

 Fiyi
- Fiji Link (4)[13]

 Francia
- Air Antilles Express (2)[14]

 Indonesia
- Airfast Indonesia (5)[15]

 Maldivas
- Maldivian (2)[16]

 Malasia
- MASwings (6)[17]

 Reino Unido
- Loganair (3)[18]

### Antiguos Operadores

#### América
Canadá
- Summit Air (2)[19]
- Trans-Provincial Airlines (2)[20]

 Estados Unidos
- AAI - Alaska Aeronautical Industries (3)[21]
- Seaborne Airlines (3)[22]
- Air Wisconsin (1)[23]

 Islas Turcas y Caicos
- InterCaribbean Airways (2)[24]

 Surinam
- Surinam Airways (1)[25]

- Air Panama (2)

#### Asia
Nepal
- Yeti Airlines (3)[26]

#### Europa
Italia
- AerAlpi (1)[27]

 Noruega
- Widerøe (3)[28]

#### Oceanía
Australia
- Sunstate Airlines (4)[29]

 Nueva Caledonia
- Aircalin (1)[30]

## Accidentes e incidentes
- 5 de enero de 1975: Un Twin Otter del Ejército Argentino se estrelló contra una ladera de La Angostura, durante un vuelo de reconocimiento en el marco del Operativo Independencia contra la guerrilla subversiva en Tucumán, debido a condiciones meteorológicas adversas, falleciendo los 13 militares a bordo.
- El 30 de mayo de 1979, El Vuelo 46 de Downeast Airlines hacía un vuelo programado en los Estados Unidos desde el Aeropuerto Internacional Logan de Boston a Rockland, en Maine, operado por Downeast Airlines cuando el de Havilland Canada DHC-6 Twin Otter que operaba el vuelo se estrelló durante una aproximación de no precisión al Aeropuerto Regional del Condado de Knox de Rockland. Todas menos una de las 18 personas a bordo murieron.[31]
- 17 de junio de 1979: El Vuelo 248 de Air New England se estrelló en una zona boscosa en Massachusetts, Estados Unidos, una persona murió en el accidente.
- 31 de julio de 1981: Un de Havilland DHC-6 Twin Otter "FAP-205" de la Fuerza Aérea Panameña se estrelló contra una montaña. La aeronave desapareció durante condiciones climáticas extremas, pero debido a la limitada cobertura del radar panameño, fue dada por perdida durante casi un día. Fallecieron todos los pasajeros y la tripulación, incluyendo el General Omar Torrijos.[32] Se especuló con un atentado aunque nunca se conoció el resultado de las investigaciones, perdidas durante la Operación Causa Justa.
- 23 de enero de 1985: Un Twin Otter matrícula HK-1910 se estrelló en el cerro El Plateado, cuando cubría la ruta entre Quibdó y Medellín.[33] 21 pasajeros perdieron la vida, junto con la tripulación compuesta por el veterano Capitán Antonio José Bernal y el copiloto Efraín Montoya.
- 12 de agosto de 1985: Accidente de un Twin Otter de Merpati Nusantara Airlines.[34]
- 11 de octubre de 1985: Un Twin Otter de la empresa Mountain Air Cargo que había partido de University Park Airport, Pasadena (USA) con destino al aeropuerto internacional de Pittsburgh se estrelló contra un cerro, perdiendo la vida su piloto y destruyéndose totalmente la aeronave.[35]
- 2006: Un DHC-6 Twin Otter, de la Serie 300, de Air São Tomé and Príncipe, tuvo un accidente en Bahía Ana Chaves, en el noreste de la Isla de Santo Tomé, durante un vuelo de entrenamiento. Hubo cuatro bajas y el avión se perdió en el mar, durante la trayectoria de aproximación final.[36]
- 9 de agosto de 2007: Un avión DHC-6 Twin Otter (F-OIQI),[37] que cubría el vuelo 1121 de Air Moorea, cayó poco después de despegar del Aeropuerto Temae, en la Isla de Moorea (Polinesia Francesa); el avión iba rumbo a Tahití.[38] Los veinte ocupantes incluyendo al piloto, murieron. Entre los pasajeros se hallaban dos oficiales de la Unión Europea.[39]
- 3 de julio de 2008: Un DHC-6 Twin Otter de la Fuerza Aérea Chilena se estrella con cables de alta tensión en la región de Los Lagos en el sur de Chile. Fallecieron los 3 tripulantes.
- 8 de octubre de 2008: Un DHC-6 Twin Otter de la compañía nepalí Yeti Airlines, que había partido de la capital Katmandú, sufrió un accidente durante el aterrizaje en el aeropuerto de Lukla. La visibilidad era escasa (400 metros) debido a la niebla. El piloto perdió el control del aparato que enganchó sus ruedas en la valla de seguridad, impactó contra la montaña y se incendió, quedando detenido dentro del perímetro del aeropuerto. En el avión viajaban 16 pasajeros: 12 alemanes, 2 australianos y 2 nepalíes; además de 3 tripulantes locales. Todos, salvo uno de los pilotos, fallecieron.[40]
- El 15 de septiembre de 2011, el cabo Manuel Vera Abello de la Fuerza Aérea de Chile sufrió un accidente fatal con un avión de Havilland Canada DHC-6 Twin Otter en la pista del aeródromo Robinson Crusoe, en labores de búsqueda de víctimas y restos del accidente del C-212 Aviocar de la Fuerza Aérea de Chile.
- El 1 de diciembre de 2020: Un De Havilland DHC-6-300 de la aerolínea Air Sanga, sufrió una excursión de pista después del aterrizaje, impactando contra un terreno en las inmediaciones del aeródromo. Los ocupantes salieron ilesos, salvo un niño que tuvo que ser internado en un hospital de la localidad. La aeronave accidentada fue un De Havilland DHC-6-300, matrícula P2-ASM, con número de serie 389, y una antigüedad de 47 años, realizando su primer vuelo el 17 de noviembre de 1973. La aeronave tenía como destino el Aeródromo Wobagen Strip en Papúa Nueva Guinea, sin que el origen de este vuelo, sea conocido aún.[41]
- 29 de mayo de 2022: Un DHC-6 Twin Otter que operaba el vuelo 197 de Tara Air, se estrelló en una zona montañosa en el distrito de Mustang, Nepal. El avión transportaba a 19 pasajeros y 3 tripulantes, no hubo sobrevivientes.[42]
- El 20 de octubre de 2024, un DHC-6 Twin Otter se accidentó mientras se aproximaba en un aeropuerto en Indonesia, falleciendo los 4 tripulantes a bordo.[43]
- El 25 de abril de 2024 un DHC-6 de la Real Policía de Tailandia se estrelló en el mar poco tiempo después de despegar del aeropuerto de Hua Hin. Los 6 oficiales de policía a bordo del avión fallecieron en el accidente.[44]

## Especificaciones (Serie 300)

### Características generales
- Tripulación: mínimo 1, comúnmente 2 (debe ir a bordo un asistente de vuelo si el avión lleva al menos 19 pasajeros)
- Capacidad: 19-20 pasajeros
- Longitud: 15,77 m
- Envergadura: 19,80 m
- Altura: 5,90 m
- Superficie alar: 39 m²
- Peso vacío: 3.200-3.628 kg
- Peso máximo al despegue: 5.670 kg
- Planta motriz: 2× turbohélice Pratt & Whitney PT6A-27.
  - Potencia: 620-680 HP 460-507 kW cada uno.

### Rendimiento
- Velocidad nunca excedida (Vne): 472 km/h
- Velocidad máxima operativa (Vno): 340 km/h 210 mph
- Velocidad crucero (Vc): 266 km/h 165 mph
- Alcance: 1.690 km 1050 mi
- Techo de vuelo: 8.140 m 26.700 pies
- Régimen de ascenso: 8,1 m/s 1600 pies/min

### Desarrollos relacionados
- de Havilland Canada DHC-3 Otter
- de Havilland Canada Dash 7

### Aeronaves similares
- Dornier Do 228
- Embraer EMB 110 Bandeirante
- Fairchild Swearingen Metroliner
- GAF Nomad
- Let L-410 Turbolet
- Harbin Y-12
- CASA C-212 Aviocar
- Beechcraft 1900
- IAI Arava
- PZL M28
- Handley Page Jetstream
- Short SC.7 Skyvan
- Britten-Norman Trislander
- / Antonov An-28

### Secuencias de designación
- Secuencia DHC-_ (interna de de Havilland Canada): ← DHC-3 - DHC-4 - DHC-5 - DHC-6 - DHC-7 - DHC-8
- Secuencia C_-_ (Aeronaves de las Fuerzas Canadienses, 1968-presente): ← CH-135 - CH-136 - CC-137 - CC-138 - CH-139 - CP-140 - CC-141 →
- Secuencia _V-_ (Aeronaves STOL/VTOL estadounidenses, 1962-presente): ← FV-12 - V-15 - AV-16 - UV-18 - UV-20 - V-22 - UV-23 →

### Listas relacionadas
- Anexo:Aviones de línea regionales
- Anexo:Aeronaves de la Fuerza Aérea de los Estados Unidos (históricas y actuales)